# Claritas Fossae
Claritas Fossae es un terreno montañoso altamente erosionado ubicado en Tharsis en el planeta Marte, ubicado inmediatamente al sur de las Tharsis Montes. Las fosas de la región de Claritas Fossae son muchos enjambres superpuestos de fosas tectónicas.

## Contexto
Claritas Fossae es un grupo de canales en el cuadrángulo de Phoenicis Lacus y el cuadrángulo de Thaumasia de Marte, ubicados en las coordenadas 31.5 S y 104.1 W.

## Geología
Las depresiones largas y estrechas de Marte se denominan fosas. Este término se deriva del latín; por lo tanto fosa es singular y fossae es plural. Los canales se forman cuando la corteza se estira hasta que se rompe. El estiramiento puede deberse al gran peso de un volcán cercano. Los cráteres fosas/fosas son comunes cerca de los volcanes en las regiones de Tharsis y Elysium Planitia. Un canal a menudo tiene dos rupturas con una sección central que se mueve hacia abajo, dejando acantilados empinados a lo largo de los lados; tal canal se llama graben.

## Galería

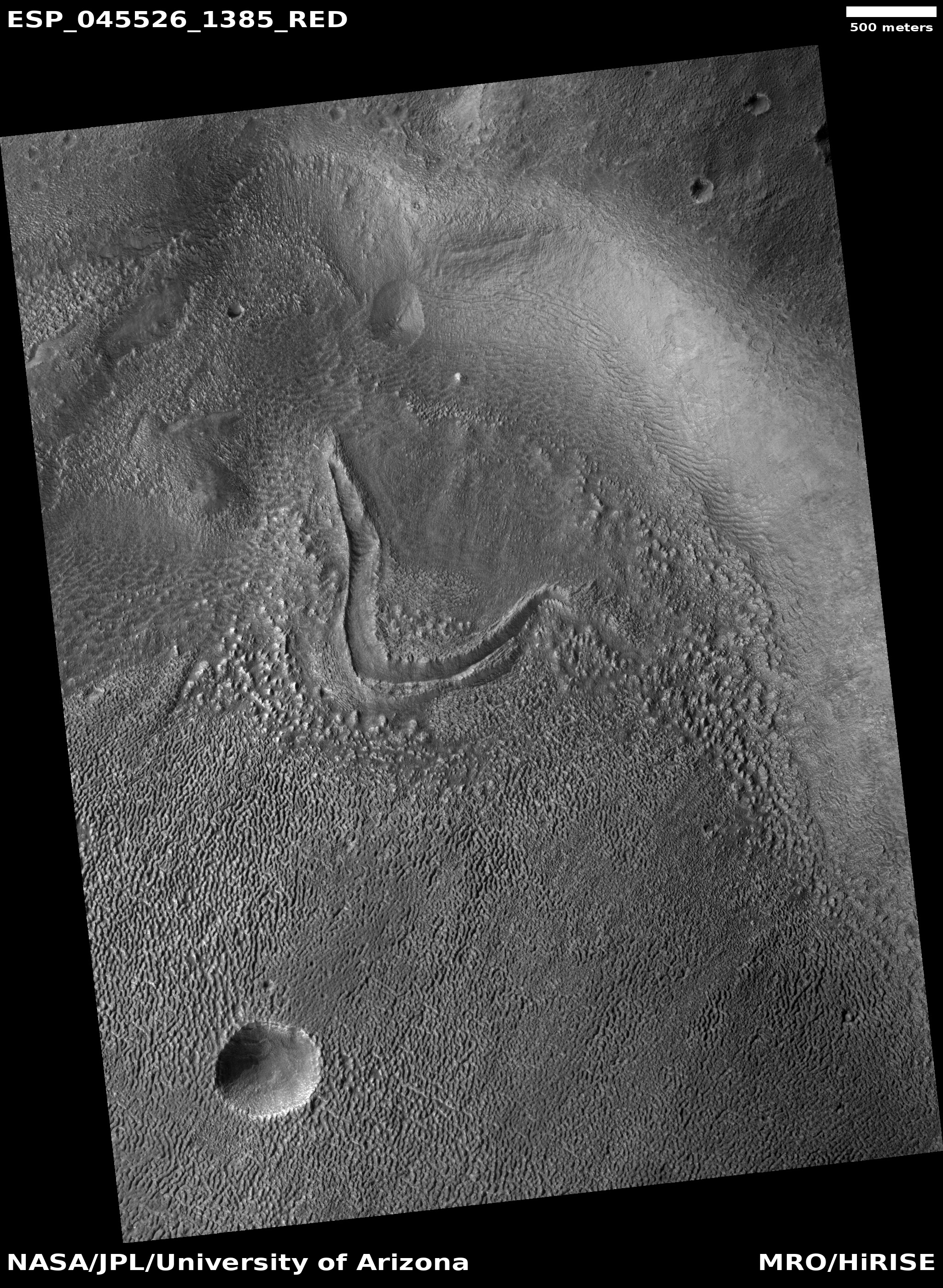
Cresta curva que probablemente fue formada por un glaciar, como lo ve HiRISE bajo el programa HiWish

## En la cultura popular
Claritas Fossae es el escenario del cuento Loyal Soldier, parte de Mars Mars 2194 del autor canadiense Jack Stornoway.